# Nematanthus wettsteinii
Nematanthus wettsteinii är en tvåhjärtbladig växtart som först beskrevs av Karl Fritsch, och fick sitt nu gällande namn av Harold Emery Moore. Nematanthus wettsteinii ingår i släktet Nematanthus och familjen Gesneriaceae. Inga underarter finns listade i Catalogue of Life.

## Bildgalleri

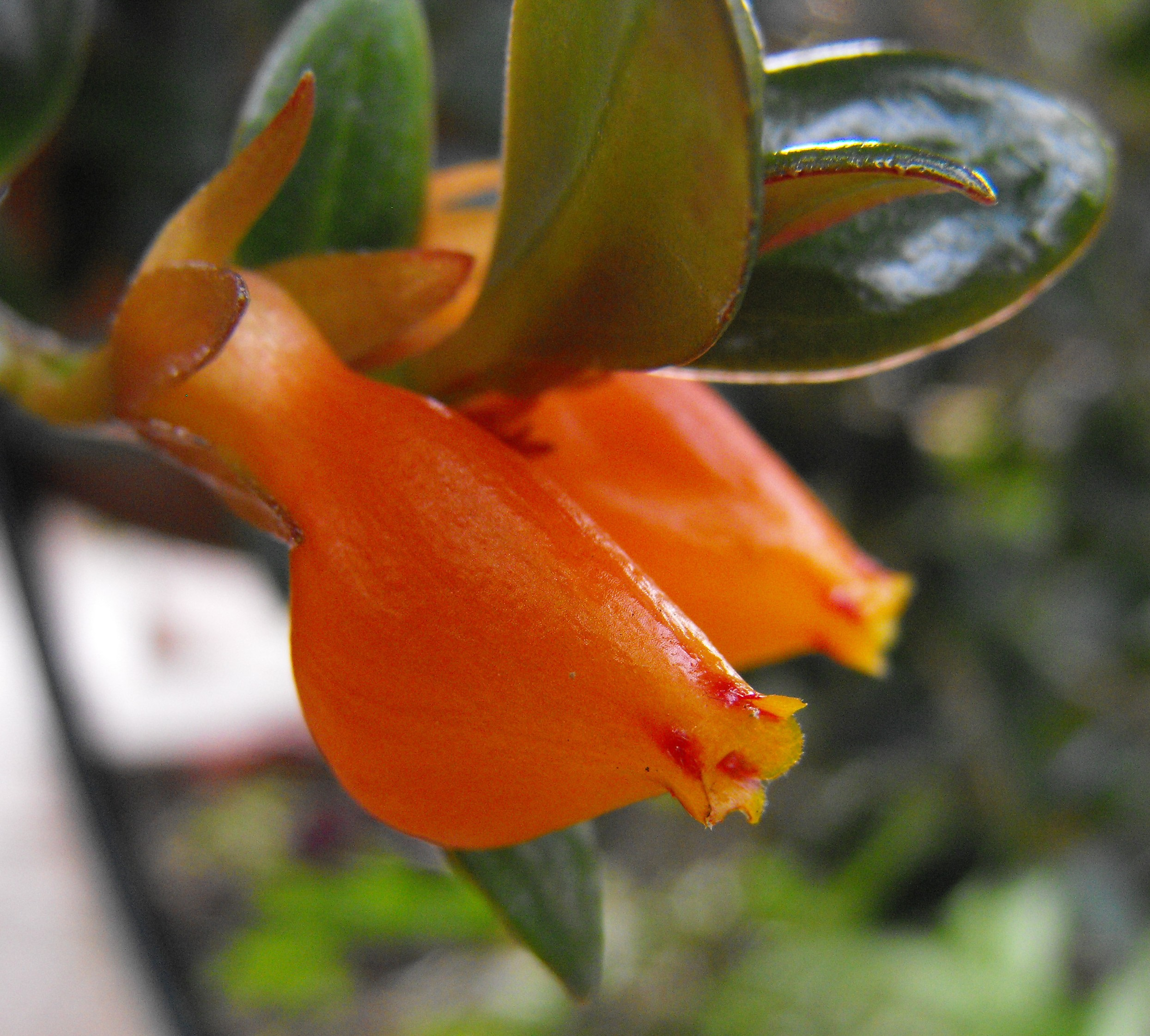
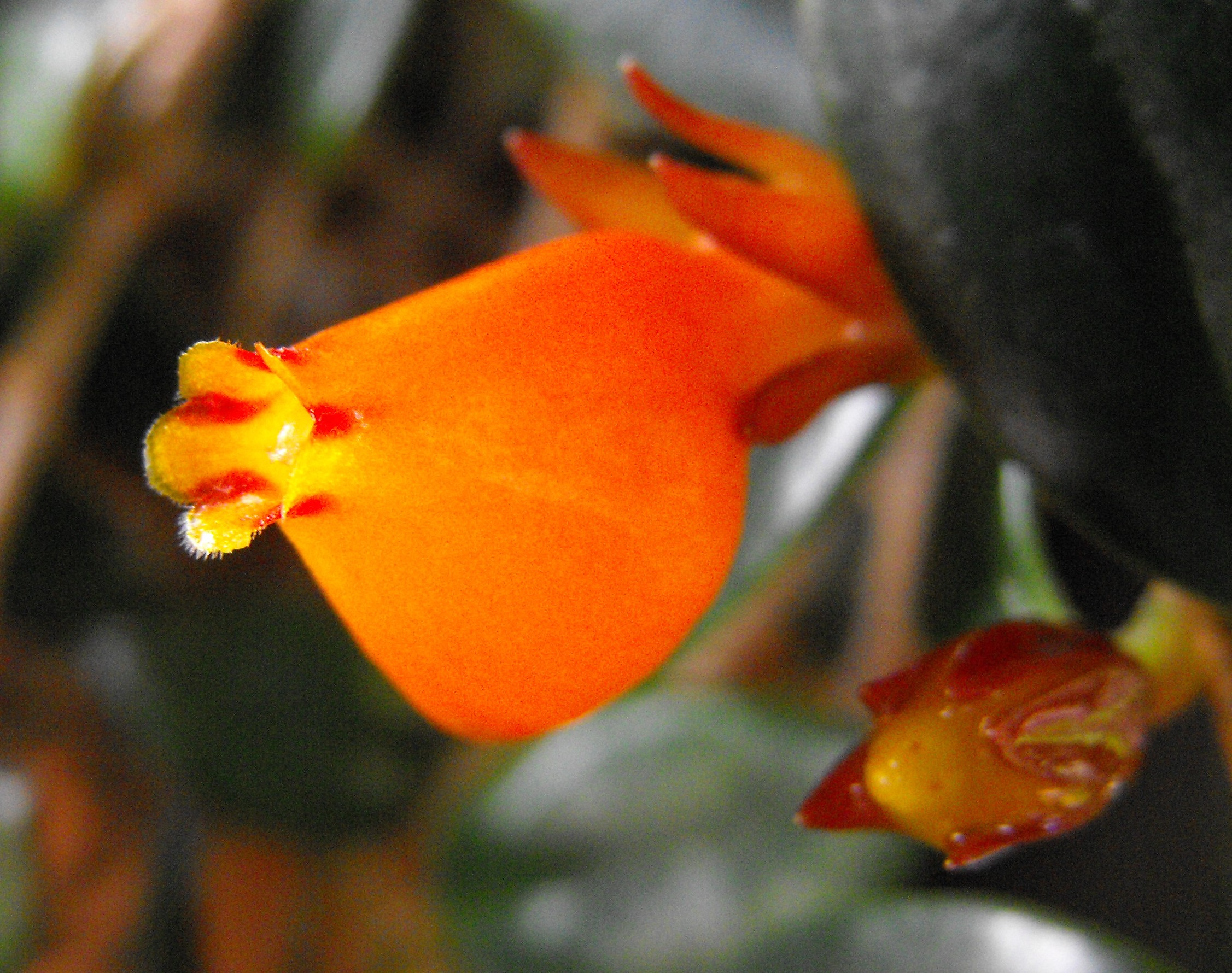
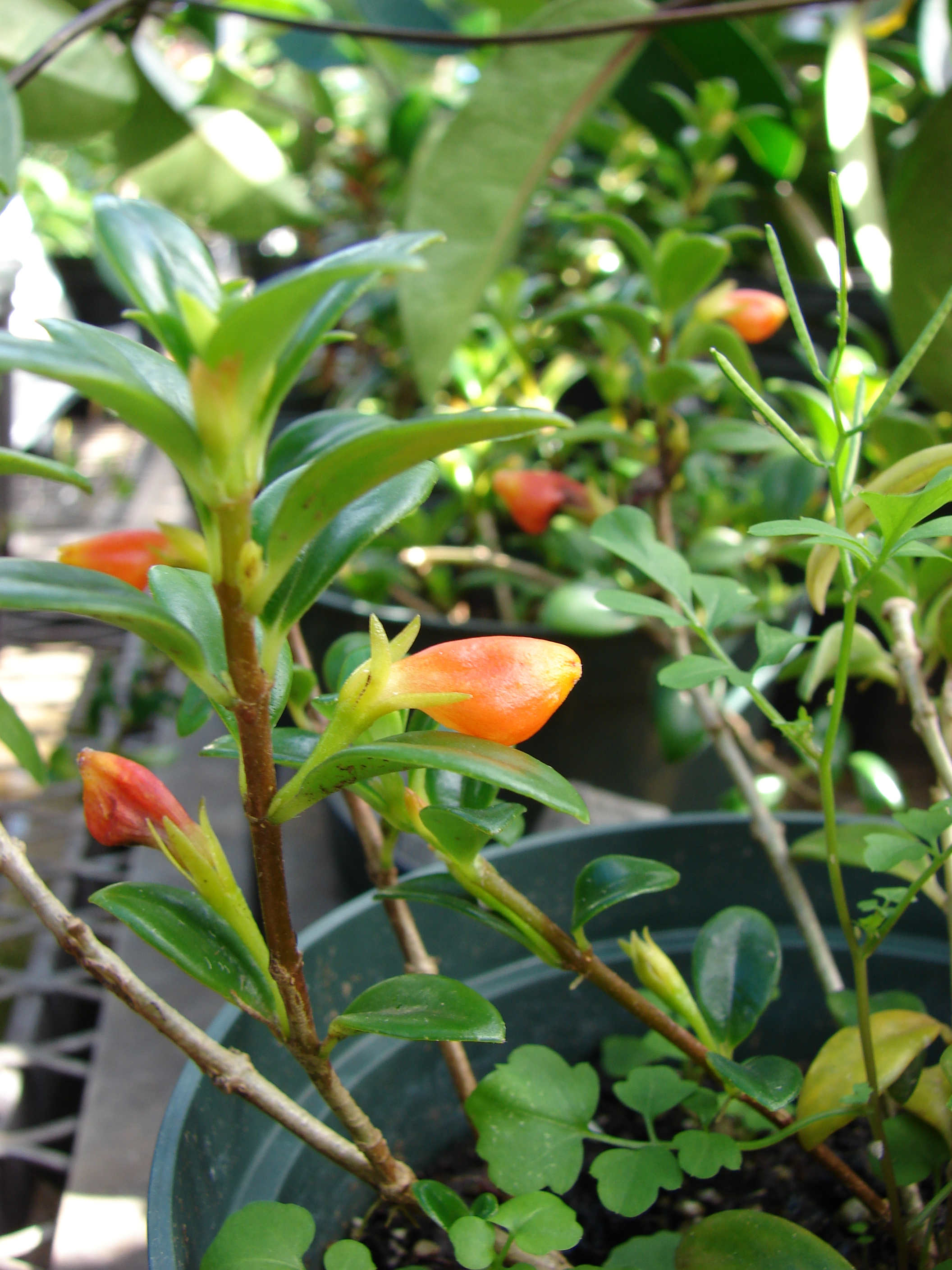